# Szlak Romański w Polsce
Szlak Romański w Polsce – oznakowanie zabytków romańskich w Polsce, w założeniu trasa turystyczna.
Poniżej znajduje się lista obiektów na Szlaku Romańskim w Polsce podzielona według województw.

## Województwo dolnośląskie
| Zdjęcie | Nazwa | Miejscowość         | Wybudowany                 | Źródło |
| ------- | --- | ------------------- | -------------------------- | ------ |
|         | kościół filialny św. Jadwigi                                                                                      | Bartniki-Niwnice    | po 1305                    | [ 1 ]  |
|         | kościół Nawiedzenia Najświętszej Maryi Panny                                                                      | Biały Kościół       | 1264                       | [ 1 ]  |
|         | kościół Bożego Ciała                                                                                              | Brzeg Głogowski     | XIII w.                    | [ 1 ]  |
|         | Zamek Książąt Głogowskich, murowana wieża                                                                         | Głogów              | XIII w.                    | [ 1 ]  |
|         | kościół św. Piotra w Głogowie, fundamenty                                                                         | Głogów              | XII w.                     | [ 1 ]  |
|         | kościół Matki Boskiej i Jana Chrzciciela                                                                          | Gościszów           | XIII w.                    | [ 1 ]  |
|         | Zamek w Gościszowie                                                                                               | Gościszów           | XIII w.                    | [ 1 ]  |
|         | opactwo cystersów                                                                                                 | Henryków            | XII w.                     | [ 1 ]  |
|         | kościół św. Franciszka z Asyżu                                                                                    | Jerzmanki           | XIII w.                    | [ 1 ]  |
|         | kościół Narodzenia Najświętszej Maryi Panny                                                                       | Kiełczyn            | XIII w.                    | [ 1 ]  |
|         | Kościół św. Jerzego                                                                                               | Kondratów           | pocz. XIV w.               | [ 1 ]  |
|         | mury romańskiego kościoła                                                                                         | Kościelniki Średnie | XII w.                     | [ 1 ]  |
|         | Zamek Piastowski, mury do 12 m, relikty kaplicy zamkowej                                                          | Legnica             | 1. poł. XIII w.            | [ 1 ]  |
|         | katedra św. ap. Piotra i Pawła                                                                                    | Legnica             | pierwotnie 1208, 1333–1380 | [ 1 ]  |
|         | opactwo cystersów, pobenedyktyński kościół św. Jakuba                                                             | Lubiąż              | 1150                       | [ 1 ]  |
|         | kościół Wniebowzięcia NMP (fasada zachodnia)                                                                      | Lwówek Śląski       | 1260–1270                  | [ 1 ]  |
|         | ruiny kościoła Najświętszej Marii Panny                                                                           | Nowy Kościół        | XIII w.                    | [ 1 ]  |
|         | kościół św. Barbary                                                                                               | Pastuchów           | poł. XIII w.               | [ 1 ]  |
|         | kościół Jana Nepomucena, portal                                                                                   | Pielgrzymka         | XIII w.                    | [ 1 ]  |
|         | kościół filialny św. Bartłomieja                                                                                  | Płóczki Górne       | ok. 1241                   | [ 1 ]  |
|         | kościół św. Anny                                                                                                  | Proszków            | pocz. XIV w.               | [ 1 ]  |
|         | Kościół św. Michała Archanioła                                                                                    | Raciborowice Górne  | pocz. XIII w               | [ 1 ]  |
|         | Zamek w Rokitnicy                                                                                                 | Rokitnica           | XIII/XIV w.                | [ 1 ]  |
|         | kościół św. Bartłomieja                                                                                           | Rokitnica           | XIII w.                    | [ 1 ]  |
|         | ruiny kościoła św. Katarzyny                                                                                      | Sędziszowa          | XIII w.                    | [ 1 ]  |
|         | Zamek w Górce – dawne opactwo augustianów,                                                                        | Sobótka             | XIII w.                    | [ 1 ]  |
|         | Kamienny lew romański stojący obok kościoła św. Anny                                                              | Sobótka             | XIII w.                    | [ 1 ]  |
|         | kościół parafialny św. Jadwigi                                                                                    | Sokołowiec          | ok. poł. XIII w            | [ 1 ]  |
|         | kościół parafialny św. Stanisława biskupa                                                                         | Stary Zamek         | II poł. XIII w.            | [ 1 ]  |
|         | kościół pomocniczy NMP                                                                                            | Stolec              | koniec XIII w.             | [ 1 ]  |
|         | kościół Narodzenia NMP                                                                                            | Stronia             | ok. 1300                   | [ 1 ]  |
|         | romańska rotunda św. Gotarda                                                                                      | Strzelin            | XII w.                     | [ 1 ]  |
|         | kościół filialny św. Anny                                                                                         | Studniska Dolne     | XIII w.                    | [ 1 ]  |
|         | kościół Najświętszej Marii Panny za murami                                                                        | Środa Śląska        | 1220–1230                  | [ 1 ]  |
|         | kościół św. Andrzeja, ściany zewnętrzne naw bocznych                                                              | Środa Śląska        | ok. 1300                   | [ 1 ]  |
|         | kościół św. Jana i Katarzyny                                                                                      | Świerzawa           | poł. XIII w.               | [ 1 ]  |
|         | kościół obronny św. Katarzyny Aleksandryjskiej                                                                    | Święta Katarzyna    | poł. XIII w.               | [ 1 ]  |
|         | kościół św. Piotra i Pawła                                                                                        | Trójca              | poł. XIII w.               | [ 1 ]  |
|         | klasztor cysterek                                                                                                 | Trzebnica           | 1202                       | [ 1 ]  |
|         | kościół Najświętszej Marii Panny                                                                                  | Tymowa              | koniec XIII w.             | [ 1 ]  |
|         | kościół św. Michała                                                                                               | Tyniec nad Ślęzą    | ok. XIII w.                | [ 1 ]  |
|         | kościół św. Marcina                                                                                               | Ujazd Górny         | pocz. XIII w.              | [ 1 ]  |
|         | kościół Matki Bożej Różańcowej (pierwotnie św. Piotra i Pawła)                                                    | Wądroże Wielkie     | XIII w.                    | [ 1 ]  |
|         | kościół Wniebowzięcia NMP                                                                                         | Wierzbna            | XIII w.                    | [ 1 ]  |
|         | zamek (donżon, relikty kaplicy i budynku mieszkalnego) z fragmentami murów                                        | Wleń                | XII/XIII w.                | [ 1 ]  |
|         | kościół św. Idziego                                                                                               | Wrocław             | 1. poł. XIII w.            | [ 1 ]  |
|         | Katedra św. Marii Magdaleny – portal przeniesiony z rozebranego kościoła benedyktynów na Ołbinie                  | Wrocław             | 1150–1175                  | [ 1 ]  |
|         | katedra św. Jana Chrzciciela z reliktami poprzedniej katedry                                                      | Wrocław             | X-XII w.                   | [ 1 ]  |
|         | kościół augustianów NMP na Piasku, nad wejściem do zakrystii tympanon fundacyjny z pierwotnej romańskiej świątyni | Wrocław             | po 1153                    | [ 1 ]  |
|         | kościół zamkowy św. Marcina z reliktami zamku piastowskiego                                                       | Wrocław             | 1. poł. XIII w.            | [ 1 ]  |
|         | kościół Najświętszej Marii Panny                                                                                  | Zbylutów            | XIII-XIV w                 | [ 1 ]  |
|         | kościół Najświętszej Marii Panny                                                                                  | Złotoryja           | XIII w.                    | [ 1 ]  |
|         | kościół obronny                                                                                                   | Źródła              | XIII w.                    | [ 1 ]  |

## Województwo kujawsko-pomorskie
- Chalno – kościół z XII w., relikty
- Inowrocław – kościół NMP, XII w.
- Kałdus – relikty bazyliki z XI w.
- Kościelec – kościół św. Małgorzaty, XII/XIII w.
- Kościelna Wieś – kościół św. Wawrzyńca, fragmenty z przełomu XII/XIII w.
- Kruszwica – kolegiata św. św. Piotra i Pawła, 1120–1140
- Mogilno – kościół w klasztorze benedyktyńskim, I poł. XI w.
- Strzelno:
  - kościół Świętej Trójcy i Najświętszej Marii Panny, XII/XIII w.
  - Rotunda świętego Prokopa, 1133
- Włocławek – katedra Wniebowzięcia NMP we Włocławku, pierwotnie z XI w.

## Województwo lubelskie
| Zdjęcie | Nazwa             | Miejscowość | Wybudowany | Źródło |
| ------- | ----------------- | ----------- | ---------- | ------ |
|         | Donżon w Lublinie | Lublin      | XIII w.    | [ 2 ]  |

## Województwo lubuskie
| Zdjęcie | Nazwa                       | Miejscowość       | Wybudowany | Źródło |
| ------- | --------------------------- | ----------------- | ---------- | ------ |
|         | Kościół św. Andrzeja        | Szprotawa – Iława | XII w.     | [ 3 ]  |
|         | Kościół NMP Królowej Polski | Stary Żagań       | XII w.     | [ 3 ]  |

## Województwo łódzkie
| Zdjęcie | Nazwa                                    | Miejscowość | Wybudowany     | Źródło |
| ------- | ---------------------------------------- | ----------- | -------------- | ------ |
|         | Kościół św. Idziego                      | Inowłódz    | XI/XII w.      | [ 4 ]  |
|         | Kościół śś. Piotra i Pawła               | Krzyworzeka | 1264           | [ 4 ]  |
|         | Kościół św. Wojciecha                    | Ruda        | 1142           | [ 4 ]  |
|         | Kościół św. Urszuli i 11 Tysięcy Dziewic | Strońsko    | I poł. XIII w. | [ 4 ]  |
|         | Opactwo cystersów                        | Sulejów     | XII/XIII w.    | [ 4 ]  |
|         | Archikolegiata NMP i św. Aleksego        | Tum         | XII w.         | [ 4 ]  |
|         | Kościół św. Mikołaja                     | Żarnów      | koniec XII w.  | [ 4 ]  |

## Województwo małopolskie
| Zdjęcie | Nazwa                                                               | Miejscowość     | Wybudowany          | Źródło |
| ------- | ------------------------------------------------------------------- | --------------- | ------------------- | ------ |
|         | romańska wieża zamkowa                                              | Czchów          | koniec XIII w.      | [ 5 ]  |
|         | sanktuarium Macierzyństwa NMP                                       | Dziekanowice    | XII/XIII w.         | [ 5 ]  |
|         | dwór murowany z XVI w. z reliktami kaplicy cysterskiej              | Januszowice     | XII w.              | [ 5 ]  |
|         | Kościół św. Wojciecha                                               | Kościelec       | ok. 1230-1240       | [ 5 ]  |
|         | Katedra św. Stanisława i św. Wacława – relikty: Krypta św. Leonarda | Kraków          | X/XI w.             | [ 5 ]  |
|         | Zamek na Wawelu – relikty zabudowy romańskiej                       | Kraków          | XI w.               | [ 5 ]  |
|         | Rotunda Najświętszej Marii Panny na Wawelu                          | Kraków          | XII w.              | [ 5 ]  |
|         | Kościół św. Gereona na Wawelu                                       | Kraków          | XI w. nie zachowany | [ 5 ]  |
|         | Kościół Mariacki w Krakowie – fundamenty kościoła gotyckiego        | Kraków          | pocz. XIII w.       | [ 5 ]  |
|         | Kościół św. Wojciecha                                               | Kraków          | X-XII w.            | [ 5 ]  |
|         | Kościół św. Andrzeja                                                | Kraków          | 1079-1098           | [ 5 ]  |
|         | Kościół Najświętszego Salwatora                                     | Kraków          | X-XII w.            | [ 5 ]  |
|         | relikty pierwszego kościoła Bożogrobców                             | Miechów         | 1. poł. XIII w.     | [ 5 ]  |
|         | opactwo cystersów z kościołem                                       | Mogiła (Kraków) | 1222–1266           | [ 5 ]  |
|         | kościół św. Jana Chrzciciela                                        | Prandocin       | XII w.              | [ 5 ]  |
|         | Opactwo Benedyktynów w Tyńcu                                        | Tyniec (Kraków) | XI w.               | [ 5 ]  |
|         | Kościół św. Mikołaja                                                | Wysocice        | XII/XIII w.         | [ 5 ]  |

## Województwo mazowieckie
- Błonie – kościół Świętej Trójcy z XIII w.
- Błonie – palatium książęce z XIII w. (nieistniejące)
- Chlewiska – kościół św. Stanisława Bpa Męczennika, 1121 [potrzebny przypis]

- Czerwińsk nad Wisłą – kościół Zwiastowania Najświętszej Marii Panny, XII w.
- Płock:
  - katedra z XII w., drzwi płockie z XII w. (kopia, oryginał w Nowogrodzie Wielkim)
  - palatium i rotunda z X/XI w (eksponowane przy zamku)
- Rokicie – kościół św. Piotra i Pawła, XIII w.

## Województwo opolskie
| Zdjęcie | Nazwa                                     | Miejscowość  | Wybudowany                 | Źródło |
| ------- | ----------------------------------------- | ------------ | -------------------------- | ------ |
|         | kościół parafialny św. Wawrzyńca          | Głuchołazy   | 1250                       | [ 6 ]  |
|         | kościół Narodzenia NMP i św. Jerzego      | Kałków       | XIII w.                    | [ 6 ]  |
|         | kościół Wniebowzięcia NMP                 | Kępnica      | XIII w.                    | [ 6 ]  |
|         | kościół św. Jakuba i św. Agnieszki        | Nysa         | relikty kościoła z XIII w. | [ 6 ]  |
|         | kościół Świętych Apostołów Piotra i Pawła | Pakosławice  | 1221                       | [ 6 ]  |
|         | kościół św. Mikołaja                      | Wierzbięcice | pocz. XIV w.               | [ 6 ]  |

## Województwo podkarpackie
- Przemyśl:
  - preromańska rotunda – relikty na Wzgórzu Zamkowym, IX w
  - preromańskie monasterium na Wzgórzu Zamkowym, IX w
  - romańska bazylika trzynawowa, X w. [potrzebny przypis]

## Województwo pomorskie
- Oliwa – romańskie przejście do oratorium za nagrobkiem Hülsena, przebudowane opactwo cystersów z XII/XIII w

## Województwo śląskie
| Zdjęcie | Nazwa                        | Miejscowość | Wybudowany     | Źródło |
| ------- | ---------------------------- | ----------- | -------------- | ------ |
|         | Rotunda św. Mikołaja         | Cieszyn     | XI w.          | [ 7 ]  |
|         | Kościół św. Jakuba Apostoła  | Giebło      | I poł. XIII w. | [ 7 ]  |
|         | Kościół św. Jana Chrzciciela | Siewierz    | 1140           | [ 7 ]  |

## Województwo świętokrzyskie
- Goźlice – kościół parafialny Wniebowzięcia NMP, 1. poł. XIII wieku
- Grzegorzowice – kościół św. Jana Chrzciciela, prezbiterium z XIII w.
- Imielno – kościół św. Mikołaja z 1. poł. XIII wieku
- Jędrzejów – archiopactwo cystersów w Jędrzejowie, 1140
- Kije – kościół Świętych Apostołów Piotra i Pawła z 2. poł. XII w.
- Końskie – kolegiata św. Mikołaja i Wojciecha, 1. poł. XIII w.
- Koprzywnica – pocysterski kościół św. Floriana, 1207–1240
- Mieronice – kościół św. Jakuba Starszego, 2. poł. XIII w
- Mokrsko Dolne – kościół Wniebowzięcia NMP, poł. XIII w.
- Opatów – kolegiata św. Marcina, XII w.
- Samborzec – kościół św. Trójcy, poł. XIII w.
- Sandomierz – kościół dominikański św. Jakuba, 1226
- Skalbmierz – kościół św. Jana Chrzciciela, XII/XIII w.
- Sulisławice – kościół Narodzenia NMP, XIII w.
- Święty Krzyż – opactwo benedyktyńskie, XI w.
- Tarczek – kościół św. Idziego, 1. poł. XIII w.
- Wąchock:
  - Zespół klasztorny cystersów z romańskim kapitularzem, XII w.
  - kościół klasztorny Najświętszej Marii Panny i św. Floriana, XIII w.
- Wiślica:
  - kolegiata z reliktami dwóch kościołów romańskich z XII i XIII wieku;
  - płyta wiślicka z 1174 roku,
  - kościół św. Mikołaja z X w. wraz z kaplicą grobową z XI w.
  - zabudowa palatialna wraz z rotundą z XI w.
  - Misa Chrzcielna z 880 roku.
- Włostów – kościół św. Jana Chrzciciela, XIII/XIV w.
- Zagość – kościół joannitów św. Jana Chrzciciela, XII w.
- Zawichost:
  - kościół św. Jana Chrzciciela, 2. poł. XIII w.
  - pozostałości kaplicy św. Maurycego, XI w.

## Województwo wielkopolskie
| Zdjęcie | Nazwa                                                                                         | Miejscowość       | Wybudowany         | Źródło       |
| ------- | --------------------------------------------------------------------------------------------- | ----------------- | ------------------ | ------------ |
|         | Kościół św. Idziego w Czerwonej Wsi                                                           | Czerwona Wieś     | XIII               | [ 8 ]        |
|         | Kościół Wniebowzięcia Najświętszej Maryi Panny i św. Mikołaja w Gieczu                        | Giecz             | koniec XII w.      | [ 8 ] [ 9 ]  |
|         | Palatium książęce (fundamenty)                                                                | Giecz             | 1. poł. XI w.      | [ 10 ]       |
|         | Kościół św. Jerzego w Gnieźnie                                                                | Gniezno           | XIII w.            | [ 8 ]        |
|         | Bazylika prymasowska Wniebowzięcia Najświętszej Maryi Panny w Gnieźnie                        | Gniezno           | relikty z IX/X w.  | [ 8 ]        |
|         | Kościół św. Marcina                                                                           | Kazimierz Biskupi | XII w.             | [ 8 ]        |
|         | Słup drogowy w Koninie                                                                        | Konin             | XII w.             |              |
|         | kościół św. Wojciecha                                                                         | Kościelec Kaliski | 1. poł. XII w.     | [ 8 ]        |
|         | kościół św. Andrzeja Apostoła                                                                 | Kościelec Kolski  | 1. poł. XII w.     | [ 8 ] [ 11 ] |
|         | Kościół Narodzenia Najświętszej Maryi Panny w Kotłowie                                        | Kotłów            | 2. poł. XII w.     | [ 8 ]        |
|         | Kaplica św. Idziego w Krobi                                                                   | Krobia            | między 1102 a 1108 | [ 8 ] [ 12 ] |
|         | Romański krzyż z piaskowca                                                                    | Licheń            | 1151               | [ 8 ] [ 13 ] |
|         | Opactwo benedyktynów                                                                          | Lubiń             | 1076               | [ 8 ] [ 14 ] |
|         | Rotunda św. Piotra                                                                            | Łekno             | relikty. X/XI w.   |              |
|         | kościół św. Bartłomieja                                                                       | Objezierze        | 1. poł. XIII w.    | [ 8 ]        |
|         | palatium połączone z kaplicą                                                                  | Ostrów Lednicki   | X w.               | [ 8 ]        |
|         | kościół z prezbiterium, baseny chrzcielne                                                     | Ostrów Lednicki   | X w.               |              |
|         | Kościół św. Jana Jerozolimskiego za murami                                                    | Poznań            | XI–XIII w.         | [ 8 ]        |
|         | bazylika archikatedralna Świętych Apostołów Piotra i Pawła w Poznaniu (fragmenty w podziemiu) | Poznań            | X-XI w.            | [ 8 ]        |
|         | relikty palatium przy Kościele Najświętszej Marii Panny                                       | Poznań            | X w.               |              |
|         | kościół Świętych Apostołów Piotra i Pawła w Rąbiniu                                           | Rąbiń             | XIII w.            | [ 8 ]        |
|         | Kościół Świętych Apostołów Piotra i Pawła                                                     | Stare Miasto      | XIII w.            | [ 8 ]        |
|         | Kościół klasztorny kanoników regularnych w Trzemesznie                                        | Trzemeszno        | 1. poł. XII w.     | [ 8 ] [ 15 ] |
|         | kościół Narodzenia NMP                                                                        | Tulce             | XIII w.            | [ 8 ]        |

## Województwo zachodniopomorskie
| Zdjęcie | Nazwa                                                      | Miejscowość     | Wybudowany         | Źródło |
| ------- | ---------------------------------------------------------- | --------------- | ------------------ | ------ |
|         | Kościół Matki Bożej Wspomożenia Wiernych w Baniach         | Banie           | 2. poł. XIII wieku | [ 16 ] |
|         | Kościół Najświętszego Serca Pana Jezusa w Gardnie          | Gardno          | 1. poł. XIII       | [ 17 ] |
|         | Konkatedra św. Jana Chrzciciela w Kamieniu Pomorskim       | Kamień Pomorski | XII-XV w.          | [ 16 ] |
|         | Opactwo Cystersów w Kołbaczu                               | Kołbacz         | XII/XIII w.        | [ 16 ] |
|         | Kościół Zwiastowania Najświętszej Marii Panny w Mętnie     | Mętno           | 2. poł. XIII w.    | [ 16 ] |
|         | Kościół Świętego Ducha w Moryniu                           | Moryń           | XIII w.            | [ 16 ] |
|         | Kościół Matki Bożej Królowej Różańca Świętego w Piasecznie | Piaseczno       | XIII w.            | [ 16 ] |
|         | Kaplica templariuszy później gorzelnia, obecnie magazyn    | Rurka           | XIII w.            | [ 16 ] |
|         | Zamek w Swobnicy                                           | Swobnica        | 4. ćw. XIV         | [ 16 ] |
|         | Kościół św. Kazimierza w Swobnicy                          | Swobnica        | XIII w.            | [ 16 ] |